# Kathleen Ann Goonan
Kathleen Ann Goonan   (Cincinnati, 14 de maig de 1952 - 28 de gener de 2021) fou una escriptora de ciència-ficció. Molts dels seus llibres han estat nomenats pel Premi de Nebulosa.

## Biografia
Després de llicenciar-se en anglès, va obtenir el certificat de l'Associació Montessori Internacional i va impartir classes durant tretze anys. Va ser directora de la seva pròpia escola durant deu anys. El 1987 va començar a escriure i va vendre molts articles sobre viatges –la majoria al Washington Post–, relats de ciència-ficció i contes curts. Després de l'èxit d'una primera novel·la, Queen City Jazz (1994), va publicar les obres The Bones of Time (1996), Mississippi Blues (1997), Crescent City Rhapsody (2000) i Light Music (2002), conegudes com el «quartet nanotecno». Hi explora les ramificacions socials i personals de les noves tecnologies, com la bioenginyeria i la nanotecnologia; obres que emfatitzen sobre el personatge, indagant les arrels de la identitat. L'ample espectre del jazz, del blues i de la teoria musical és el fonament del seu treball especulatiu, que combina els avanços de la ciència amb la sensibilitat postmoderna i l'ús líric del llenguatge.
Les seves novel·les han obtingut diversos premis com l'Arthur Clarke, Nubula, BSFA, Bob Morane, entre d'altres. Ha publicat més de vint contes. Han estat traduïts, igual que les seves novel·les, a diferents llengües.

## Novel·les

### Nanotech Quartet
1. Queen City Jazz
2. Mississippi Blues
3. Crescent City Rhapsody
4. Light Music

### Altres novel·les
- The Bones of Time
- In War Times
- This Shared Dream